# Premis Oscar de 1955
Els Premis Oscar de 1955 (en anglès: 28th Academy Awards) foren presentats el 21 de març de 1956 en una cerimònia realitzada al RKO Pantages Theatre de Los Angeles i al NBC Century Theatre de Nova York.
La cerimònia fou presentada per l'actor i comediant Jerry Lewis (Los Angeles) i l'actriu Claudette Colbert i el director Joseph L. Mankiewicz (Nova York).

## Curiositats
Les pel·lícules més nominades de la nit foren Love Is a Many-Splendored Thing de Henry King, The Rose Tattoo de Daniel Mann i Marty de Delbert Mann, totes elles amb 8 nominacions. Ara bé, la gran guanyadora, i contra tot pronòstic, fou la modesta Marty, que s'endugué els premis de millor pel·lícula, director i actor principal.
Pel·lícules tant importants com Rebel sense causa de Nicholas Ray o A l'est de l'edèn d'Elia Kazan no reberen nominacions a millor pel·lícula.
James Dean rebé una nominació pòstuma per al seu paper de protagonista a A l'est de l'edèn, esdevenint el primer actor o actriu en rebre tal distinció.

## Premis
| Millor pel·lícula | Millor director |
| --- | --- |
| - Marty (Harold Hecht per United Artists) - Love Is a Many-Splendored Thing (Buddy Adler per 20th Century Fox) - Escala a Hawaii (Leland Hayward per Warner Bros.) - Picnic (Fred Kohlmar per Columbia Pictures) - The Rose Tattoo (Hal B. Wallis per Paramount Pictures) | - Delbert Mann per Marty - Elia Kazan per A l'est de l'edèn - David Lean per Summertime - Joshua Logan per Picnic - John Sturges per Conspiració de silenci |
| Millor actor | Millor actriu |
| - Ernest Borgnine per Marty com a Marty Piletti - James Cagney per Love Me or Leave Me com a Martin Snyder - James Dean per A l'est de l'edèn com a Caleb Trask - Frank Sinatra per L'home del braç d'or com a Frankie "Dealer" Machine - Spencer Tracy per Conspiració de silenci com a John J. Macreedy | - Anna Magnani per The Rose Tattoo com a Serafina Delle Rose - Susan Hayward per I'll Cry Tomorrow com a Lillian Roth - Katharine Hepburn per Summertime com a Jane Hudson - Jennifer Jones per Love Is a Many-Splendored Thing com a Dr. Han Suyin - Eleanor Parker per Interrupted Melody com a Marjorie Lawrence                                                                                             |
| Millor actor secundari | Millor actriu secundària |
| - Jack Lemmon per Escala a Hawaii com a Frank Thurlowe Pulver - Arthur Kennedy per Trial com a Bernard Castle - Joe Mantell per Marty com a Angie - Sal Mineo per Rebel sense causa com a John "Plato" Crawford - Arthur O'Connell per Picnic com a Howard Bevans | - Jo Van Fleet per A l'est de l'edèn com a Cathy Ames/Kate Trask - Betsy Blair per Marty com a Clara - Peggy Lee per El blues de Pete Kelly com a Rose Hopkins - Marisa Pavan per The Rose Tattoo com a Rosa Delle Rose - Natalie Wood per Rebel sense causa com a Judy |
| Millor guió original | Millor guió adaptat |
| - William Ludwig i Sonya Levien per Interrupted Melody - Milton Sperling i Emmet Lavery per The Court-Martial of Billy Mitchell - Betty Comden i Adolph Green per Sempre fa bon temps - Jacques Tati i Henri Marquet per Les vacances del Sr. Hulot - Melville Shavelson i Jack Rose per The Seven Little Foys | - Paddy Chayefsky per Marty (sobre guió televisiu propi) - Millard Kaufman per Conspiració de silenci (sobre article de Howard Breslin) - Richard Brooks per La jungla de les pissarres (sobre hist. d'Ed McBain) - Paul Osborn per A l'est de l'edèn (sobre hist. de John Steinbeck) - Daniel Fuchs i Isobel Lennart per Love Me or Leave Me (sobre hist. de D. Fuchs)                                         |
| Millor història | Millor curtmetratge d'animació |
| - Daniel Fuchs per Love Me or Leave Me - Joe Connelly i Bob Mosher per The Private War of Major Benson - Nicholas Ray per Rebel sense causa - Beirne Lay, Jr. per Strategic Air Command - Jean Marsan, Henri Troyat, Jacques Perret, Henri Verneuil i Raoul Ploquin per Le Mouton à cinq pattes | - Speedy Gonzales d'Edward Selzer - Good Will to Men de Fred Quimby, William Hanna i Joseph Barbera - The Legend of Rockabye Point de Walter Lantz - No Hunting de Walt Disney |
| Millor banda sonora - Dramàtica o còmica | Millor banda sonora - Musical |
| - Alfred Newman per Love Is a Many-Splendored Thing - Max Steiner per Més enllà de les llàgrimes - Elmer Bernstein per L'home del braç d'or - George Duning per Picnic - Alex North per The Rose Tattoo | - Robert Russell Bennett, Jay Blackton i Adolph Deutsch per Oklahoma - Alfred Newman per Daddy Long Legs - Jay Blackton i Cyril J. Mockridge per Ells i elles - André Previn per Sempre fa bon temps - Percy Faith i George Stoll per Love Me or Leave Me |
| Millor cançó original | Millor so |
| - Sammy Fain (música); Paul Francis Webster (lletra) per Love Is a Many-Splendored Thing ("Love Is a Many-Splendored Thing") - Nicholas Brodszky (música); Sammy Cahn (lletra) per Love Me or Leave Me ("I'll Never Stop Loving You") - Johnny Mercer (música i lletra) per Daddy Long Legs ("Something's Gotta Give") - James Van Heusen (música); Sammy Cahn (lletra) per The Tender Trap ("The Tender Trap") - Alex North (música); Hy Zaret (lletra) per Unchained ("Unchained Melody") | - Fred Hynes per Oklahoma - Carlton W. Faulkner per Love Is a Many-Splendored Thing - Wesley C. Miller per Love Me or Leave Me - William A. Mueller per Escala a Hawaii - Watson Jones per No seràs un estrany |
| Millor direcció artística - Blanc i Negre | Millor direcció artística - Color |
| - Hal Pereira i Tambi Larsen; Sam Comer i Arthur Krams per The Rose Tattoo - Joseph C. Wright; Darrell Silvera per L'home del braç d'or - Cedric Gibbons i Malcolm Brown; Edwin B. Willis i Hugh B. Hunt per I'll Cry Tomorrow - Cedric Gibbons i Randall Duell; Edwin B. Willis i Henry Grace per La jungla de les pissarres - Edward S. Haworth i Walter Simonds; Robert Priestley per Marty                                                                                              | - William Flannery i Jo Mielziner; Robert Priestley per Picnic - Lyle R. Wheeler i John DeCuir; Walter M. Scott i Paul S. Fox per Daddy Long Legs - Oliver Smith i Joseph C. Wright; Howard Bristol per Ells i elles - Lyle R. Wheeler i George Davis; Walter M. Scott i Jack Stubbs per Love Is a Many-Splendored Thing - Hal Pereira i Joseph McMillan Johnson; Sam Comer i Arthur Krams per To Catch a Thief |
| Millor fotografia - Blanc i Negre | Millor fotografia - Color |
| - James Wong Howe per The Rose Tattoo - Charles Lang per L'abella reina - Arthur E. Arling per I'll Cry Tomorrow - Russell Harlan per La jungla de les pissarres - Joseph LaShelle per Marty | - Robert Burks per To Catch a Thief - Leon Shamroy per Love Is a Many-Splendored Thing - Harry Stradling per Ells i elles - Harold Lipstein per A Man Called Peter - Robert L. Surtees per Oklahoma |
| Millor vestuari - Blanc i Negre | Millor vestuari - Color |
| - Helen Rose per I'll Cry Tomorrow - Beatrice Dawson per The Pickwick Papers - Jean Louis per L'abella reina - Edith Head per The Rose Tattoo - Tadaoto Kainosho per Ugetsu monogatari | - Charles LeMaire per Love Is a Many-Splendored Thing - Helen Rose per Interrupted Melody - Irene Sharaff per Ells i elles - Edith Head per To Catch a Thief - Charles LeMaire i Mary Wills per The Virgin Queen |
| Millor muntatge | Millors efectes especials |
| - Charles Nelson i William A. Lyon per Picnic - Ferris Webster per La jungla de les pissarres - Alma Macrorie per The Bridges at Toko-Ri - Gene Ruggiero i George Boemler per Oklahoma - Warren Low per The Rose Tattoo | - The Bridges at Toko-Ri (Paramount Studio) - The Dam Busters (Associated British Picture Corporation Ltd.) - The Rains of Ranchipur (20th Century-Fox Studio) |
| Millor documental | Millor curtmetratge documental |
| - The Unconquered. Helen Keller in Her Story de Nancy Hamilton - Heartbreak Ridge de René Risacher | - Men Against the Arctic de Walt Disney - The Battle of Gettysburg de Dore Schary - The Face of Lincoln de Wilbur T. Blume |
| Millor curtmetratge, un carret | Millor curtmetratge, dos carrets |
| - Survival City d'Edmund Reek - 3rd Ave. El de Carson Davidson - Gadgets Galore de Robert Youngson - Three Kisses de Justin Herman | - The Face of Lincoln de Wilbur T. Blume - The Battle of Gettysburg de Dore Schary - On The Twelfth Day de George K. Arthur - Switzerland de Walt Disney - 24-Hour Alert de Cedric Francis |

## Oscar Honorífic
- Samurai d'Hiroshi Inagaki (Japó) - votat per la Junta de Governadors com la pel·lícula en llengua estrangera més destacada als Estats Units el 1955. [estatueta. Premi Especial]

## Presentadors
- Marlon Brando - millor actriu (Brando no fou present a la cerimònia però envià un missatge gravat. Jerry Lewis llegí el guanyador)
- Ernest Borgnine - millor guió original i història
- James Cagney - millors efectes especials
- Cantinflas - millor fotografia
- Maurice Chevalier - millor cançó
- Mel Ferrer i Claire Trevor - Premis Científics i Tècnics
- Susan Hayward - millor vestuari
- Audrey Hepburn - millor pel·lícula
- Jennifer Jones - millor director
- Grace Kelly - millor actor
- Peggy Lee i Jack Lemmon - millor direcció artística
- Jerry Lewis - millor muntatge
- Anna Magnani - millor guió adaptat
- Sal Mineo - millor so
- Edmond O'Brien - millor actor secundària
- Eleanor Parker - millors documentals
- Marisa Pavan i Jo Van Fleet - millors curtmetratges
- Eva Marie Saint - millor actriu secundària
- Frank Sinatra i Jerry Lewis - millors músiques

### Actuacions
- Harry Belafonte interpretà "Unchained Melody" de Unchained
- Maurice Chevalier interpretà ("Something's Gotta Give" de Daddy Long Legs
- Eddie Fisher interpretà "Love Is a Many-Splendored Thing" de Love Is a Many-Splendored Thing
- Dean Martin interpretà "(Love is) The Tender Trap" de The Tender Trap
- Jane Powell interpretà "I'll Never Stop Loving You" de Love Me or Leave Me

## Múltiples nominacions i premis
| Les següents pel·lícules van rebre diverses nominacions: - 8 nominacions: Love Is a Many-Splendored Thing, Marty i The Rose Tattoo - 6 nominacions: Love Me or Leave Me i Picnic - 4 nominacions: Ells i elles, A l'est de l'Edèn, I'll Cry Tomorrow, La jungla de les pissarres i Oklahoma - 3 nominacions: Conspiració de silenci, Daddy Long Legs, Escala a Hawaii, L'home del braç d'or, Interrupted Melody, Rebel sense causa i To Catch a Thief - 2 nominacions: The Battle of Gettysburg, The Bridges at Toko-Ri, The Face of Lincoln, Sempre fa bon temps, Summertime i La reina abella | Les següents pel·lícules van rebre més d'un premi: - 4 premis: Marty - 3 premis: Love Is a Many-Splendored Thing i The Rose Tattoo - 2 premis: Oklahoma! i Picnic |